# Christliche Pfadfinderschaft Deutschlands (1921)
Die Christliche Pfadfinderschaft Deutschlands (CPD, oft auch CP) war ein evangelischer Pfadfinderbund mit Wurzeln im CVJM.

## Geschichte

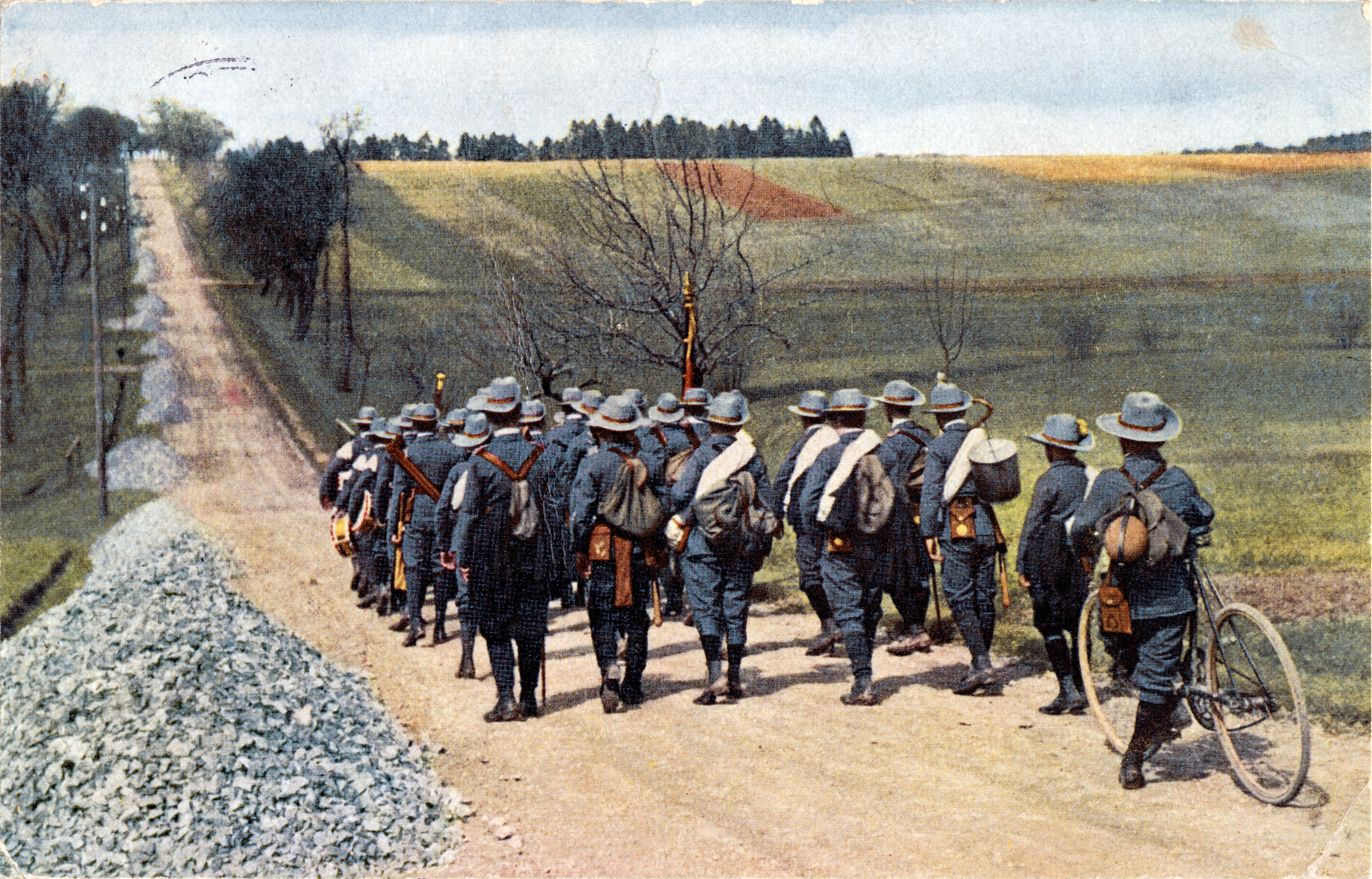
CVJM-Pfadfinder in ihrer blauen Tracht vor dem Ersten Weltkrieg in einer frühen Farbphotographie

Die ersten evangelischen Pfadfindergruppen in Deutschland entstanden 1910 in Württemberg und Sachsen im CVJM. Bis zum Ausbruch des Ersten Weltkriegs wuchsen diese Gruppen sehr schnell, schlossen sich aber nicht zu einem eigenen Verband innerhalb des CVJM zusammen. Durch den militärischen Einsatz zahlreicher Führer verloren die Gruppen dann ab 1916 genau wie die des Deutschen Pfadfinderbundes (DPB) einen wesentlichen Teil ihrer Mitglieder.
Erst ab 1920 konnte diese Entwicklung wieder aufgefangen und neue Gruppen gegründet werden. Dabei kam es – ähnlich wie im DPB – auch in der CPD zur Herausbildung von zwei Lagern: ein jugendbewegter Arbeitszweig auf der einen Seite, der sein Zentrum in Sachsen hatte und sich als Tatgemeinschaft Sachsen bezeichnete, und die „traditionellen“, stark militärisch geprägten württembergischen Gruppen auf der anderen.
Trotz dieser inneren Konflikte gelang 1921 auf einer Tagung in Neudietendorf der Zusammenschluss nahezu aller Pfadfindergruppen im CVJM zur Christlichen Pfadfinderschaft, die ihr Programm in den „Neudietendorfer Grundsätzen“ formulierte. Diese Grundsätze wurden, genau wie die Publikationen der CPD, stark von der Tatgemeinschaft Sachsen um Fritz Riebold geprägt. Der Kernsatz der „Neudietendorfer Grundsätzen“ war die wichtigste Grundlage der evangelischen Pfadfinderarbeit vor 1933:

„Wir wollen mit allen Kräften danach streben, Christen der Tat zu werden, an Gott gebunden, dem Nächsten zum Dienst.“

Weitere Sätze beschreiben die von den Pfadfindern erwartete Lebensführung, das Gemeinschaftsleben und die äußeren Zeichen der CPD. Aus heutiger Sicht sind sie als eine Ausformulierung des Pfadfindergesetzes zu interpretieren.
Der Einfluss der Tatgemeinschaft Sachsen auf die Gesamtbewegung blieb auch nach 1922 erhalten, als die Tatgemeinschaft die CPD zeitweilig verließ. Etwa gleichzeitig mit dem Austritt der Tatgemeinschaft Sachsen gründeten Pfadfinderinnen um Olga Riebold die Tatgemeinschaft Christlicher Pfadfinderinnen, aus der später der Bund Christlicher Pfadfinderinnen hervorging.
In den folgenden Jahren wuchs die CPD stark – sowohl durch die Gründung neuer Pfadfindergruppen innerhalb der örtlichen Jungmännervereine beziehungsweise des CVJM wie auch durch die Aufnahme von zuvor nicht zum CVJM gehörenden Gruppen. Diese Öffnung führte wiederholt zu Konflikten mit der Reichsführung des damals als Evangelisches Jungmännerwerk bezeichneten CVJM. Um dem zu entgehen verselbständigte sich die CPD weitgehend. War die CPD nach 1921 aus Sicht des CVJM zunächst nur ein informeller Zusammenschluss von Gruppen, die die gleiche Arbeitsform nutzten, so konnte 1931 zunächst ein eigenständiger Arbeitskreis gebildet werden, der 1933 als „verwandte Bestrebung“ auch rechtlich selbständig wurde. Während dieses Prozesses verließen einige Gruppen die CPD wieder, die die Zugehörigkeit zum CVJM beibehalten wollten. Zu ihnen gehörte die heutige Heliand-Pfadfinderschaft.
Im Spätsommer 1933 schlossen sich CPD, der Bund Deutscher Bibelkreise und der Bund christdeutscher Jugend zusammen, um die eigenständige, durch die Jugendbewegung und die Bündische Jugend geprägte Arbeit sowohl gegen den CVJM wie auch gegen die Hitler-Jugend (HJ) abzusichern. Der CVJM sah in den mit der nationalsozialistischen Machtergreifung einhergehenden allgemeinen Vereinheitlichungsbestrebung die Möglichkeit, die zuvor selbständig gewordenen Bünde wieder stärker in seine Strukturen einzubinden, während die HJ mit staatlicher Unterstützung auf die Auflösung und Eingliederung aller Jugendverbände drängte. Während dieser Zusammenschluss in seiner Ausrichtung gegen den CVJM erfolgreich war, konnte er gegen die Bestrebungen der HJ nichts ausrichten. Schon im Sommer 1933 hatten sich Teile der CPD freiwillig der HJ angeschlossen, geschätzt werden zwischen 10 und 20 Prozent der zuletzt etwa 12.000 Mitglieder. Mit der am 19. Dezember 1933 zwischen dem Reichsbischof Ludwig Müller und dem „Jugendführer des Deutschen Reiches“ Baldur von Schirach vereinbarten Eingliederung der evangelischen Jugend in die HJ mussten sich dann auch die verbliebenen Gruppen bis zum 18. März 1934 der HJ anschließen oder auflösen. Lediglich die erwachsenen Kreuzpfadfinder konnten weiterhin in der CPD bleiben.
Obwohl einzelne CPD-Gruppen mit Genehmigung der HJ ihre Arbeit bis 1935 fortsetzen konnten, wurde der Bund im Wesentlichen auf etwa 2.000 erwachsene Mitglieder reduziert, die sich als Bruderschaft verstanden. Ernüchtert durch das als Verrat empfundene Verhalten des Reichsbischofs wandten sich fast alle Mitglieder der Bekennenden Kirche zu, was ihren Niederschlag auch in den Zeitschriften der CP fand. Deshalb wurde die CPD zunächst von der Gestapo beobachtet und dann im Sommer 1937 verboten und aufgelöst. Weitere Verbote für die in einem eigenen Verlag erscheinende Zeitschrift „Auf neuem Pfad“ und die dort veröffentlichten Rundbriefe folgten 1938. Da die Angehörigen der Bruderschaft aber weiterhin – auch während des Zweiten Weltkriegs – über private Rundbriefe Kontakt hielten, wurde die CPD von der Gestapo als „Geheimorganisation“ geführt.

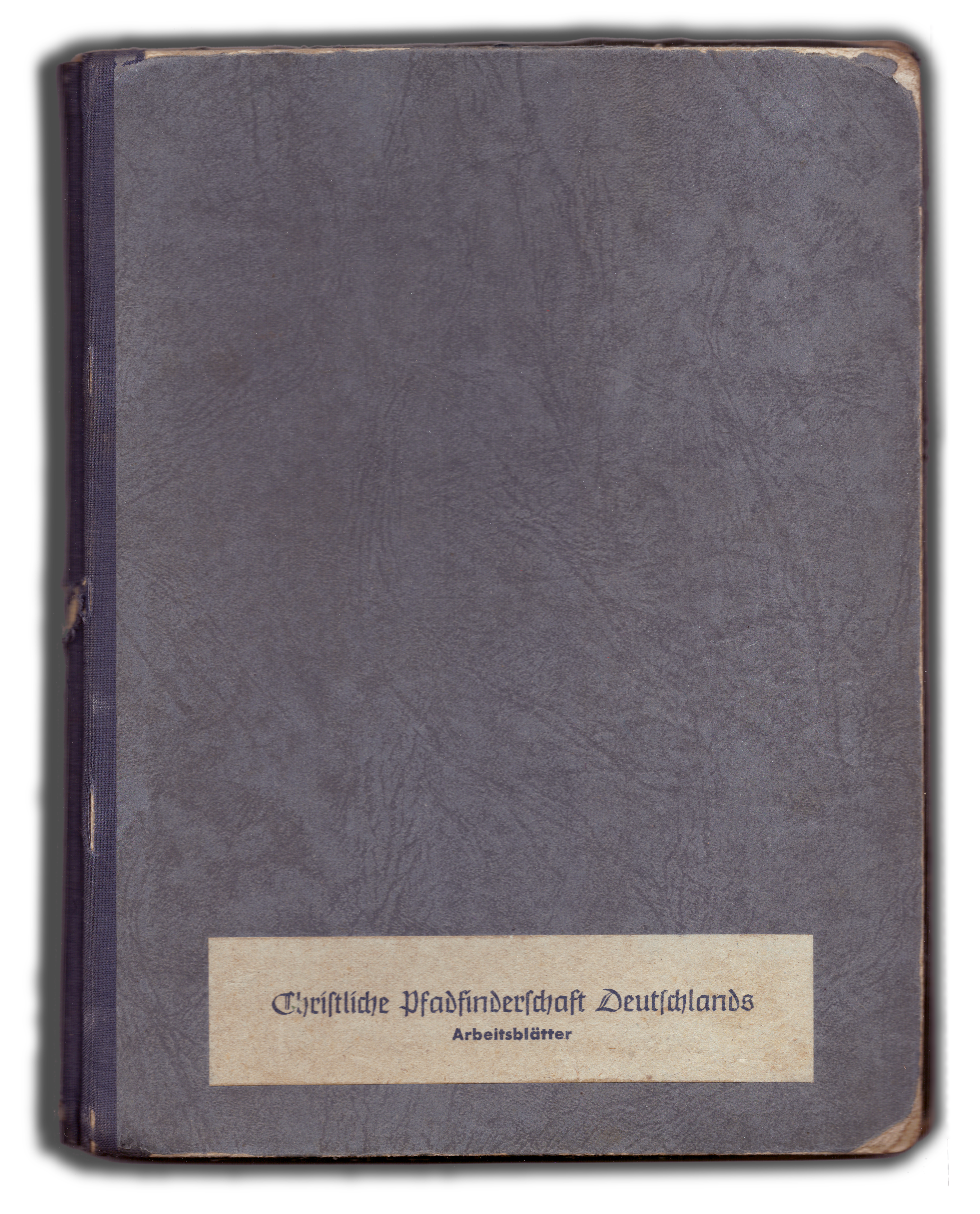
Schnellhefter für Arbeitsblätter aus den ausgehenden 1940er Jahren. Die 1947 in Landshut im Gau Isar gegründete Siedlung Wilhelm Löhe begann damit ihre Arbeit

Schon kurz nach dem Ende des Kriegs wurden von Bruderschaftsmitgliedern die ersten Pfadfindergruppen gegründet, zunächst unter anderem Namen, ab 1946 dann mit Genehmigung der westlichen Besatzungsmächte als „Christliche Pfadfinder“. Obwohl die Neugründung des Bundes in der Bruderschaft umstritten war – viele bevorzugten eine einheitliche evangelische Jugend –, stellte schon die Bruderschaftstagung im März 1946 in Hannover mit Teilnehmern aus den drei Westzonen die Weichen für einen Neuaufbau. Bereits 1946 hatte die CPD Sitz und Stimme in der Jugendkammer der Evangelischen Kirche in Deutschland erhalten und gehörte deshalb auch zu den Gründungsmitgliedern der Arbeitsgemeinschaft der Evangelischen Jugend (aej). Als 1947 dann das erste „Bundesthing“ nach dem Zweiten Weltkrieg abgehalten wurde, hatte die CPD schon wieder 3.000 Mitglieder.
Mit Unterstützung der Besatzungsmächte gründete die CPD 1949 gemeinsam mit dem Bund Deutscher Pfadfinder und der Deutschen Pfadfinderschaft Sankt Georg den Ring deutscher Pfadfinderbünde als gemeinsamen Dachverband zur Außenvertretung. Dieser wurde 1950 sowohl in den Deutschen Bundesjugendring als auch in die World Organization of the Scout Movement aufgenommen.
Auch in den folgenden Jahren stand der weitere Aufbau der CPD im Mittelpunkt der Arbeit, inhaltlich wurde weitgehend auf die Jahre vor dem Verbot zurückgegriffen. Abgeschlossen wurde diese Phase erst nach 1960, als sich die Vorkriegsgeneration weitgehend aus den Führungspositionen zurückzog. Zu diesem Zeitpunkt hatte die CPD zwischen 15.000 und 20.000 Mitgliedern.
Etwa gleichzeitig mit der Übernahme der Führungspositionen durch eine jüngere Generation erreichte auch der gesellschaftliche Wertewandel den Bund. Neben einer allgemeinen inhaltlichen Modernisierung standen dabei Fragen der Koedukation und der politischen Bildung beziehungsweise des politischen Engagements im Mittelpunkt.
Lediglich zum Thema Koedukation konnte innerhalb der CPD, die sich bisher nur an Jungen und Männer richtete, weitgehende Einigkeit erreicht werden. Wurde zunächst eine Kooperation mit dem Evangelischen Mädchen-Pfadfinderbund (EMP) und dem Bund Christlicher Pfadfinderinnen (BCP) ins Auge gefasst und durch entsprechende Gespräche vorbereitet, beschloss die CPD 1969, dass sie ab sofort ein vollständig koedukativer Verband sei, und setzte damit die kleineren weiblichen Partner unter Zugzwang. Ab 1970 bereiteten sich die drei Bünde intensiv auf einen Zusammenschluss vor.
Da auch in diesen Gesprächen die inhaltlichen Fragen weitgehend ausgeklammert wurden und insbesondere die Positionen der konservativeren Gruppen, die eine traditionell ausgerichtete Pfadfinderarbeit auf christlicher Basis befürworteten und ein (jugend)-politisches Engagement des neuen Verbands weitgehend ablehnten, nicht berücksichtigt wurden, bereiteten schon diese Verhandlungen den Konflikten den Weg, die später zur Abspaltung der heutigen Christlichen Pfadfinderschaft Deutschlands e. V. führten.
1973 vereinigte sich die CPD dann mit den zwei Pfadfinderinnenbünden EMP und BCP zum Verband Christlicher Pfadfinderinnen und Pfadfinder (VCP).

## Bundesführer
- 1921 Reichsführer Erich Stange, Reichspfadfinder Karl-Otto Horch
- 1925 Reichspfadfinder Friedrich Duensing († 1944)
- 1933 Reichsführer Friedrich Duensing
- 1935 Reichspfadfinder Heinrich Karsch
- 1947 Bundesführer Heinrich Karsch
- 1961 Bundesführer Jobst Besser (1931–2012)
- 1968 Bundesführer Frank-Peter Hopf